# Reproductie-piano
De reproductie-piano is een automatische piano, die door een pianist in een speciale opnamestudio ingespeelde muziekstukken, inclusief de daarbij gebruikte aanslag-dynamiek nagenoeg authentiek kan weergeven. Dit pneumatisch gestuurde instrument gebruikt als geluidsdrager ponsbanden van papier, de zogenaamde "notenrol" of "pianorol". Het instrument genaamd Welte-Mignon van de Firma M. Welte & Söhne in Freiburg was de eerste reproductiepiano die in 1905 op de markt kwam. Een andere fabrikant van reproductie-piano’s was Ludwig Hupfeld AG uit Leipzig, die in 1906 met het instrument genaamd DEA op de markt kwam. Een model dat later door het verbeterde model Triphonola vervangen werd. Verder was er nog J. D. Philipps A.G. in Frankfurt am Main met het model Duca. In de Verenigde Staten ontwikkelde de Aeolian Company uit New York de Duo-Art-piano, die vanaf 1913 verkocht werd. De American Piano Company, ook uit New York, kwam in 1913 met een naar zijn ontwerper Charles F. Stoddart genoemd model Stoddart-Ampico. De gebruikte opnameprocedé’s zijn verschillend en maar ten dele gedocumenteerd. In het geval van Welte-Mignon zelfs helemaal niet, omdat het geheimgehouden wordt.
Vanaf 1986 produceerde de bekende piano-fabrikant Bösendorfer uit Wenen de computervleugel Bösendorfer SE290. Door een elektronische opname instelling was het spel van een pianist perfect op te nemen en te reproduceren en de opnamen konden daarna ook nog elektronisch bewerkt worden. De vleugel werd ook voor compositie gebruikt.